# زامیل
زامیل (به چکی: Záměl) یک منطقهٔ مسکونی در جمهوری چک است که در شهرستان ریخنوف ناد کنیژنوو واقع شده‌است.